# 2 Morski Batalion Strzelców
2 Morski Batalion Strzelców – oddział piechoty Wojska Polskiego II RP.

## Historia batalionu
Na podstawie zarządzenia Ministra Spraw Wojskowych Departament Dowodzenia Ogólnego L.dz. 1797/Org./Tj./37 z dnia 17 kwietnia 1937 roku został sformowany 2 Morski Batalion w Gdyni. 
Jego zadaniem była obrona Gdyni na wypadek agresji z kierunku południowego i południowo-zachodniego, to jest od strony granicy z Wolnym Miastem Gdańsk, ze szczególnym uwzględnieniem obrony szosy i linii kolejowej Gdynia-Sopot. 
Pierwsze wcielenie poborowych do Batalionu nastąpiło na początku maja 1937 roku. Z powodu braku pomieszczeń batalion liczył tylko dwie kompanie strzeleckie. Początkowo 1. kompania została zakwaterowana w budynku kompanii łączności Kadry Marynarki Wojennej na Oksywiu, a 2. kompania w koszarach 1 Batalionu Morskiego w Wejherowie. 
W lipcu 1937 roku batalion prowadził ćwiczenia wojskowe w Grupie koło Grudziądza, m.in. z oddziałami 16 DP.
19 stycznia 1938 roku 2 Batalion Morski został przemianowany na 2 Morski Batalion Strzelców.
W 1938 roku w skład batalionu została włączona kompania ckm pod dowództwem porucznika Antoniego Kowrygo. Kompania ta z pełnym stanem ludzi i koni oraz uzbrojeniem i sprzętem został przesunięta z 1 Morskiego Batalionu Strzelców.
W kwietniu 1938 roku został zorganizowany pluton artylerii piechoty, który został uzbrojony w dwie 75 mm armaty wz. 1897. Przydzieleni do plutonu podoficerowie nie znali tego typu dział i wymagali przeszkolenia. Ponadto dla tego pododdziału brak było odpowiednich pomieszczeń dla żołnierzy i koni. W związku z powyższym pluton został skierowany do 16 Pułku Artylerii Lekkiej w Grudziądzu, gdzie miał odpowiednie warunki do szkolenia. Do macierzystego batalionu wrócił wiosną następnego roku.
Na początku października przy 1 baonie została utworzona wspólna dla obu batalionów kompania szkolna pod dowództwem kapitana Karola Różyckiego. Plutonem ckm w tej kompanii dowodził podporucznik Franciszek Kruszewski.
27 października 1938 roku Minister Spraw Wojskowych generał dywizji Tadeusz Kasprzycki „ustalił datę święta 2 morskiego baonu strzelców na dzień 3 sierpnia”.
31 października wyruszył koleją do Cieszyna Zachodniego, gdzie wszedł w skład Samodzielnej Grupy Operacyjnej „Śląsk” generała brygady Władysława Bortnowskiego. Pełnił tam służbę graniczną po zakończeniu akcji zajęcia Zaolzia.
5 grudnia 1938 roku batalion powrócił do Gdyni i został zakwaterowany w budowanych od 1937 r. koszarach w Redłowie, natomiast pluton zwiadowców i tabor w folwarku Redłowo, a pluton artylerii piechoty w Orłowie.
23 marca 1939 r. Batalion rozkazem telefonicznym został postawiony w stan alarmowy. Przyczyną tego było agresywne wystąpienie Adolfa Hitlera dotyczące Gdańska. W przeciągu doby wcielono rezerwistów i osiągnięto stany zbliżone do mobilizacyjnych. W związku z pogarszającą się sytuacją polityczną na początku czerwca Batalion otrzymał rozkaz przygotowania umocnień obronnych Gdyni od strony Gdańska, na południowych stokach wzgórz redłowskich i południowych stokach zalesionych wzgórz Witomina. Prace te zostały zakończone w połowie sierpnia. Niedługo po tym Minister Spraw Wojskowych ustalił 3 sierpnia jako dzień święta Batalionu. 
24 sierpnia 1939 roku batalion rozpoczął mobilizację, w trakcie której został przeformowany w 2 Morski Pułk Strzelców.

## Obsada personalna batalionu
Obsada personalna baonu w latach 1937-1938
- dowódca batalionu - ppłk Ignacy Szpunar
- adiutant - kpt. Izajasz Chwalimir Pochwałowski
- zastępca dowódcy batalionu - mjr Witold Skwarczyński
- kwatermistrz - kpt. Zygmunt Ludwik Kurc
- dowódca 1 kompanii strzeleckiej - kpt. Karol Różycki
- dowódca 2 kompanii strzeleckiej - kpt. Kazimierz Rutkowski
- dowódca plutonu artylerii piechoty - por. art. Wiesław Szarras z 7 pal

Organizacja i obsada personalna w 1939
Pokojowa obsada personalna batalionu w marcu 1939 roku:
- dowódca batalionu – ppłk Ignacy Szpunar
- I zastępca dowódcy – mjr Witold Józef Skwarczyński
- adiutant – kpt. Izajasz Chwalimir Pochwałowski
- lekarz – por. lek. Włodzimierz Tomankiewicz
- II zastępca dowódcy (kwatermistrz) – kpt. adm. (piech.) Zygmunt Ludwik Kurc
- oficer mobilizacyjny – kpt. Kazimierz I Rutkowski
- zastępca oficera mobilizacyjnego – por. Jan Walichnowski
- oficer administracyjno-materiałowy – kpt. Stefan Henryk Pilszak
- oficer gospodarczy – kpt. int. Franciszek Ziębowicz
- oficer żywnościowy – kpt. adm. (piech.) Stanisław Kostka Erazm Łukaszewicz
- dowódca plutonu gospodarczego i oficer taborowy – vacat
- dowódca plutonu łączności – por. Jerzy Zagrodzki
- dowódca plutonu pionierów – por. Bolesław Horoch
- dowódca plutonu artylerii piechoty – kpt. art. Wiesław Szarras
- dowódca plutonu ppanc. – ppor. Stanisław Bałamucki
- dowódca oddziału zwiadu – ppor. Marian Bolesław Kliś
- dowódca 1 kompanii – mjr Karol Wojciech Różycki
- dowódca plutonu – por. Edward Szczepan Górski
- dowódca plutonu – por. Albin Wnuk
- dowódca 2 kompanii – por. Andrzej Matuszak
- dowódca plutonu – por. Marian Kujawa
- dowódca plutonu – por. Marian Karol Woźniak
- dowódca plutonu – ppor. Stanisław Konstanty Falisz
- dowódca 3 kompanii – kpt. Franciszek I Olszewski
- dowódca plutonu – por. Józef Mikołajczuk
- dowódca plutonu – por. Józef Stefaniak
- dowódca plutonu – ppor. Edward Bednarski
- dowódca 1 kompanii km – kpt. Antoni Kowrygo
- dowódca plutonu – por. Tadeusz Marian Jaroszewski
- dowódca plutonu – ppor. Franciszek Kruszewski
- dowódca plutonu – ppor. Wihelm Wiktor Maksymilian Prabucki
- na kursie – por. Tadeusz Włodzimierz Sozański